# Un Américain à Paris (comédie musicale)
Pour les articles homonymes, voir Un Américain à Paris.
Un Américain à Paris (An American in Paris) est une comédie musicale inspirée du film du même nom datant de 1951 et adaptée au théâtre par Christopher Wheeldon. Il a ouvert ses portes au Palace Theatre à Broadway en avril 2015, précédé d'une production au Théâtre du Châtelet à Paris. Le spectacle inclut des chansons de George et Ira Gershwin et un livret est de Craig Lucas. La comédie musicale a remporté plusieurs Tony Awards.
La production de Broadway s'est achevée en octobre 2016. Une tournée nationale américaine a débuté à l'automne 2016 à Boston, dans le Massachusetts, et une production West End, à Londres a été présentée au Dominion Theatre en mars 2017. La première italienne a eu lieu à Gênes, au Teatro Carlo Felice en octobre 2018.

## Numéros musicaux
D'après la production de Broadway.
Acte I
- Concerto en fa – La troupe
- I Got Rhythm – Henri, Adam, Jerry, la troupe
- Second Prelude – Lise, Ensemble féminin
- I've Got Beginner's Luck – Jerry
- The Man I Love – Lise
- Liza – Jerry
- 'S Wonderful – Adam, Henri, Jerry, la troupe
- Shall We Dance? – Milo
- Second Rhapsody/Ouverture cubaine – La troupe

Acte II
- Entr'acte – Orchestre
- Fidgety Feet – Jerry, la troupe
- Who Cares? – Milo, Adam, Henri
- For You, For Me, For Evermore – Lise, Henri, Jerry, Milo
- But Not for Me – Adam, Milo
- I'll Build a Stairway to Paradise – Henri, Adam, la troupe
- An American in Paris – La troupe
- They Can't Take That Away From Me – Adam, Jerry, Henri
- Épilogue – Orchestre

## Prix et nominations
Un Américain à Paris a remporté quatre Tony Awards, trois Outer Critics Circle Awards, un Drama League Award, deux Theater World Awards, quatre Drama Desk Awards, trois Fred et Adele Astaire Awards et un Actors Equity Association "ACCA".

### Production originale de Broadway
| Année | Cérémonie                     | Catégorie                               | Nomination                                                                                             | Résultat   |
| ----- | ----------------------------- | --------------------------------------- | --- | ---------- |
| 2015  | Drama Desk Awards             | Outstanding Musical                     | Outstanding Musical                                                                                    | Nomination |
| 2015  | Drama Desk Awards             | Outstanding Actor in a Musical          | Robert Fairchild                                                                                       | Lauréat    |
| 2015  | Drama Desk Awards             | Outstanding Actress in a Musical        | Leanne Cope                                                                                            | Nomination |
| 2015  | Drama Desk Awards             | Outstanding Featured Actor in a Musical | Max von Essen                                                                                          | Nomination |
| 2015  | Drama Desk Awards             | Outstanding Book of a Musical           | Craig Lucas                                                                                            | Nomination |
| 2015  | Drama Desk Awards             | Outstanding Director of a Musical       | Christopher Wheeldon                                                                                   | Nomination |
| 2015  | Drama Desk Awards             | Outstanding Choreography                | Christopher Wheeldon                                                                                   | Lauréat    |
| 2015  | Drama Desk Awards             | Outstanding Costume Design              | Bob Crowley                                                                                            | Nomination |
| 2015  | Drama Desk Awards             | Outstanding Orchestrations              | Christopher Austin                                                                                     | Lauréat    |
| 2015  | Drama Desk Awards             | Outstanding Projection Design           | 59 Productions                                                                                         | Nomination |
| 2015  | Drama Desk Awards             | Outstanding Set Design                  | Bob Crowley                                                                                            | Lauréat    |
| 2015  | Drama Desk Awards             | Outstanding Sound Design in a Musical   | Jon Weston                                                                                             | Nomination |
| 2015  | Drama League Awards           | Outstanding Production of a Musical     | Outstanding Production of a Musical                                                                    | Lauréat    |
| 2015  | Drama League Awards           | Distinguished Performance               | Leanne Cope                                                                                            | Nomination |
| 2015  | Drama League Awards           | Distinguished Performance               | Robert Fairchild                                                                                       | Nomination |
| 2015  | Outer Critics Circle Awards   | Outstanding New Broadway Musical        | Outstanding New Broadway Musical                                                                       | Lauréat    |
| 2015  | Outer Critics Circle Awards   | Outstanding Actor in a Musical          | Robert Fairchild                                                                                       | Lauréat    |
| 2015  | Outer Critics Circle Awards   | Outstanding Actress in a Musical        | Leanne Cope                                                                                            | Nomination |
| 2015  | Outer Critics Circle Awards   | Outstanding Featured Actor in a Musical | Max von Essen                                                                                          | Nomination |
| 2015  | Outer Critics Circle Awards   | Outstanding Choreography                | Christopher Wheeldon                                                                                   | Lauréat    |
| 2015  | Outer Critics Circle Awards   | Outstanding Director of a Musical       | Christopher Wheeldon                                                                                   | Lauréat    |
| 2015  | Outer Critics Circle Awards   | Outstanding Lighting Design             | Natasha Katz                                                                                           | Nomination |
| 2015  | Outer Critics Circle Awards   | Outstanding Set Design                  | Bob Crowley                                                                                            | Nomination |
| 2015  | Fred and Adele Astaire Awards | Best Female Dancer                      | Leanne Cope                                                                                            | Lauréat    |
| 2015  | Fred and Adele Astaire Awards | Best Female Dancer                      | Jill Paice                                                                                             | Nomination |
| 2015  | Fred and Adele Astaire Awards | Best Male Dancer                        | Robert Fairchild                                                                                       | Lauréat    |
| 2015  | Fred and Adele Astaire Awards | Best Choreographer                      | Christopher Wheeldon                                                                                   | Lauréat    |
| 2015  | Tony Awards                   | Best Musical                            | Best Musical                                                                                           | Nomination |
| 2015  | Tony Awards                   | Best Actor in a Musical                 | Robert Fairchild                                                                                       | Nomination |
| 2015  | Tony Awards                   | Best Actress in a Musical               | Leanne Cope                                                                                            | Nomination |
| 2015  | Tony Awards                   | Best Featured Actor in a Musical        | Brandon Uranowitz                                                                                      | Nomination |
| 2015  | Tony Awards                   | Best Featured Actor in a Musical        | Max von Essen                                                                                          | Nomination |
| 2015  | Tony Awards                   | Best Book of a Musical                  | Craig Lucas                                                                                            | Nomination |
| 2015  | Tony Awards                   | Best Choreography                       | Christopher Wheeldon                                                                                   | Lauréat    |
| 2015  | Tony Awards                   | Best Direction of a Musical             | Christopher Wheeldon                                                                                   | Nomination |
| 2015  | Tony Awards                   | Best Costume Design of a Musical        | Bob Crowley                                                                                            | Nomination |
| 2015  | Tony Awards                   | Best Lighting Design of a Musical       | Natasha Katz                                                                                           | Lauréat    |
| 2015  | Tony Awards                   | Best Orchestrations                     | Christopher Austin, Don Sebesky et Bill Elliott                                                        | Lauréat    |
| 2015  | Tony Awards                   | Best Scenic Design of a Musical         | Bob Crowley and 59 Productions                                                                         | Lauréat    |
| 2016  | Grammy Awards                 | Best Musical Theater Album              | Leanne Cope, Max Von Essen, Robert Fairchild, Jill Paice, Brandon Uranowitz, Rob Fisher & Scott Lehrer | Nomination |

### Production originale de West End
| Année | Cérémonie               | Catégorie                            | Nomination                    | Résultat   |
| ----- | ----------------------- | ------------------------------------ | ----------------------------- | ---------- |
| 2018  | WhatsOnStage Awards     | Best Supporting Actress in a Musical | Zoe Rainey                    | Nomination |
| 2018  | WhatsOnStage Awards     | Best Choreography                    | Christopher Wheeldon          | Nomination |
| 2018  | WhatsOnStage Awards     | Best Costume Design                  | Bob Crowley                   | Nomination |
| 2018  | WhatsOnStage Awards     | Best Set Design                      | Bob Crowley                   | Nomination |
| 2018  | WhatsOnStage Awards     | Best Lighting Design                 | Natasha Katz                  | Nomination |
| 2018  | WhatsOnStage Awards     | Best Video Design                    | 59 Productions                | Lauréat    |
| 2018  | Laurence Olivier Awards | Best New Musical                     | Best New Musical              | Nomination |
| 2018  | Laurence Olivier Awards | Best Choreography                    | Christopher Wheeldon          | Nomination |
| 2018  | Laurence Olivier Awards | Best Set Design                      | Bob Crowley et 59 Productions | Lauréat    |